# De ontvoering van Europa (Rubens)
De ontvoering van Europa is een olieverfschilderij van Peter Paul Rubens uit 1628-1629. Het is een kopie van het werk dat  de Venetiaanse kunstschilder Titiaan in 1559-1562 had geschilderd voor koning Filips II van Spanje. Rubens toonde al lange tijd een grote belangstelling voor het werk van Titiaan en maakte tijdens zijn verblijf in Madrid veel kopieën naar diens schilderijen die zich in de koninklijke collectie van Filips IV bevonden. Rubens nam bij zijn terugkeer in de lente van 1629 de kopieën mee naar Antwerpen, maar na zijn dood in 1640 werd een groot deel ervan, inclusief de kopie van De ontvoering van Europa, alsnog verworven door Filips IV. Het schilderij behoort sinds 1834 tot de collectie van het Prado in Madrid.
Rubens gebruikt een heldere, picturale stijl met rijke kleurnuances en subtiele lichtschakeringen. Hij creëert zo een perfecte harmonie tussen de figuren en het landschap. Het werk van Rubens onderscheidt zich van dat van Titiaan door de koelere kleuren en de scherper gedefinieerde vormen. Rubens legt meer de nadruk op de dieptewerking van het landschap en een gedetailleerde weergave van de afzonderlijke figuren, terwijl Titiaan de elementen van de voorstelling met warme kleuren in elkaar laat vloeien tot een dramatisch en atmosferisch geheel.
De mythe van Europa wordt beschreven in de Metamorphoses van Ovidius. De Fenicische prinses Europa trok de aandacht van oppergod Zeus. Hij veranderde zich in een witte stier en wist Europa over te halen op zijn rug te klimmen. Toen ze dit deed, sprong Zeus het water in en ontvoerde haar naar Kreta. Dit is het moment dat op het schilderij wordt uitgebeeld. Europa klampt zich aan hem vast, terwijl de achtergelaten hofdames wanhopige gebaren maken.